# Marigutić
Marigutić is een plaats in de gemeente Budinščina in de Kroatische provincie Krapina-Zagorje. De plaats telt 23 inwoners (2001).